# Шахнович, Сергей Валерьевич
Шахнович Сергей Валерьевич (8 мая 1991 года, Челябинск) — российский спортсмен.

Спортивная карьера.

Занимается пауэрлифтингом с 15 лет. Выступать начал с 17 лет. Первые серьезный старт в спортивной карьере приходился на 2011 год, а именно расширенный чемпионат России (чемпионат восточной Европы) а затем чемпионат Европы, на которых он стал абсолютным чемпионом и установил ряд рекордов России, Европы и Мира среди юношей в весовой категории до 100 кг. В 2012 году был последний серьезный старт в пауэрлифтинге чемпионат Азии, где так же стал абсолютным чемпионом установив рекорды России и Европы в сумме троеборья и приседаниях. Затем спортсмен перешел в Силовой экстрим, где успешно выступал на местном уровне, 2012 год железная битва — 1 место, Чемпионат UGRA — 3 место. 

Достижения: Архивная копия от 11 сентября 2018 на Wayback Machine 

2011 год: Чемпионат Восточной Европы WPC по пауэрлифтингу — 1 место кат. до 100 кг, 1 места в абс. кат.

2011 год: Чемпионат Восточной Европы WPC по жиму лежа — 1 место кат. до 100 кг, 1 места в абс. кат.

2011 год: Всероссийский турнир по жиму лежа — 1 место кат. до 100 кг.

2011 год: 2-й чемпионат Европы IPA по пауэрлифтингу — 1 место кат. до 100 кг, 1 места в абс. кат.

2011 год: 2-й чемпионат Европы IPA по жиму лежа — 1 место кат. до 100 кг, 1 места в абс. кат.

2012 год: Чемпионат Азии IPA по пауэрлифтингу — 1 место кат. до 100 кг, 1 места в абс. кат. Архивная копия от 2 октября 2013 на Wayback Machine

2012 год: Чемпионат UGRA по силовому экстриму 3 место.